# Armin Schneider (Theologe)
Armin Schneider (* 9. November 1962 in Hessen) ist ein deutscher Theologe, Pädagoge und Sozialarbeiter.

## Leben
Schneider studierte Sozialarbeit, Psychologie, Erziehungswissenschaften und Katholische Theologie in Koblenz, Frankfurt am Main und Wien, er promovierte 2005 über die ethischen Perspektiven der Organisations- und Personalentwicklung.
Seit Oktober 2007 ist er Professor für Empirische Sozialforschung, Sozialmanagement und Wissenschaft der Sozialen Arbeit an der FH Koblenz. Zuvor war er u. a. zwölf Jahre als Leiter des Katholischen Jugendamtes in Siegburg tätig.

## Forschungsarbeit
Durch die Verknüpfung von Fragen der ethischen Standards in der Personal- und Organisationsentwicklung mit theologischen Fragestellungen und der Fokussierung auf den römisch-katholischen Bereich leistete Schneider Beiträge v. a. in der innerkirchlichen Diskussion. Große Beachtung fand er mit seiner scharfen Kritik am Einsatz der Unternehmensberatung McKinsey in zahlreichen katholischen Bistümern Deutschlands. Schneider wirkt außerdem als Konsulent am Institut für interdisziplinäre Forschung und Fortbildung an der Alpen-Adria-Universität Klagenfurt.

## Leben
Armin Schneider ist verheiratet und hat einen Sohn.

## Werke
- Alte Steine aus dem Weg räumen: Alle Veränderung ist unbequem. Wendt, Peter-Ulrich u. a. (Hg.). Managementkonzepte in der modernen Jugendarbeit. Marburg. 2000, 142–157. ISBN 3-89472-255-X
- Ethik bei der Auswahl von Führungskräften – Herausforderungen an die Weiterbildung, Europäische Hochschulschriften: Reihe 5, Volks- und Betriebswirtschaft; Bd. 1408, Lang, Frankfurt am Main, 1993, ISBN 3-631-46074-0
- Kirche verantwortlich verändern. Theologie und Organisationsentwicklung. Trierer Theologische Zeitschrift. 4/2005. 289–298.
- McKirche Der Irrweg einer standardisierten und wirtschaftlich erfolgreichen Glaubensanstalt. Lebendiges Zeugnis. 1/2007. 48–57.
- Ohne Organisationen ist kein (Sozial-)Staat zu machen. Ethische Ansprüche in Organisationen. Kurzke-Maasmeier, Stefan; Mandry, Christof und Oberer, Christine (Hg.). Baustelle Sozialstaat! Sozialethische Sondierungen in unübersichtlichem Gelände. Münster. 2006. 221–238. ISBN 3-40200-571-9
- Von den Strukturen der Sünde zur Zivilisation der Liebe. Theologie und Organisationsveränderung in der Kirche. Lebendiges Zeugnis 4/2005. 274–278.
- Wege zur verantwortlichen Organisation – die Bedeutung der ethischen und theologischen Perspektive für die Qualität der Organisations- und Personalentwicklung, IKO – Verl. für Interkulturelle Kommunikation, Frankfurt am Main, 2005, ISBN 3-88939-760-3
- Jugendhilfe: Ausschuss? Ein Gremium zwischen uneingelösten Versprechen und abgebremsten Möglichkeiten. gemeinsam mit Kathinka Beckmann und Daniela Roth (Hg.). Opladen. 2011. ISBN 978-3-86649-445-9
- Qualitative und quantitative Wirkungsforschung. Ansätze, Beispiele, Perspektiven. gemeinsam mit Natalie Eppler und Ingrid Miethe (Hg.) Opladen. 2011. ISBN 978-3-86649-366-7